# Li Lili
Li Lili (黎莉莉, 2 de junio de 1915 † 7 de agosto de 2005, Pekín), fue una actriz de cine y cantante china. Sus películas Little Toys, The Highway y Storm on the Border fueron éxitos de taquilla en 1930 y 1940.

## Biografía
Li nació en Pekín en 1915 con el nombre de Qian Zhenzhen. Su padre, Qian Zhuangfei, fue una figura importante entre los primeros héroes del Partido Comunista chino. En 1927 se trasladó a Shanghái, donde su padre la animó a unirse al colectivo de artistas chinos conocidos como la Canción Nacional de China y Grupo de Danza, más adelante llamado "Bright Luna" o también conocido como Canción y Danza. Li Jinhui, reconocido como el padre de la música popular china, fue su director de la compañía y la nombró ahijada. Más tarde Li adoptó su apellido.
El grupo era muy popular en 1920 en Shanghái. Li Lili, Wang Renmei, Xue Lingxian y Hu Jia, fueron conocidos como las Cuatro Divas. La compañía se unió a la Compañía de Cine de Lianhua en 1931, y el grupo disolvió al año siguiente. Li se convirtió en actriz, y protagonizó en 1932 Loving Blood of the Volcano, una producción del director Sun Yu. La película, situada en la Polinesia, contaba con muchas escenas que involucraban la danza lo que le permitió a Li destacarse. Luego, Li y Wang Renmei continuaron actuando juntos en la producción titulada Poetry Written on the Banana Leaf. De 1935 a 1937 protagonizó ocho películas más con la Sociedad de Cine de Linhua.
Luego, cuando se desencadenó la segunda guerra sino-japonesa en 1937, ella se unió a la productora china de cine de Chongqing. Fue allí donde conoció a quien sería su marido, Luo Jingyu, un jefe de sección que más tarde ascendió a jefe del estudio. En 1939 estuvo la película de Cai Chusheng Orphan Island Paradise, con sede en Hong Kog. Devuelta en Chongqing, protagonizó el éxito comercial Storm on the Border, papel que le otorgó mayor reconocimiento.
Durante la Revolución Cultural, Li y su esposo fueron denunciados y torturados por órdenes de la esposa de Mao, Jiang Qing. Li había actuado con ella y la había eclipsado, en películas como Blood on Wolf Mountain. Más tarde, Li le dijo a su familia que se había negado a denunciar a nadie. Su esposo Luo, sin embargo, fue asesinado.
En 1991, la Academia de Artes Cinematográficas de China le otorgó el "Premio Especial de Honor".
Al final de su vida, Li Lili fue la última estrella de la época silente del cine chino. Murió de un ataque al corazón en el Hospital Xuanwu, Pekín el 7 de agosto de 2005, a los 90 años.

## Filmografía
| Año  | País      | Título original        | Otros nombres                                                                     | Personaje         | Notas                                   |
| ---- | --------- | ---------------------- | --------------------------------------------------------------------------------- | ----------------- | --------------------------------------- |
| 1931 | China     | Yi jian mei            | A Spray of Plum Blossoms (título internacional)                                   | como pianista     | no aparece en los créditos              |
| 1932 | China     | Huoshan Qingxie        | Loving Blood of the Volcano (título internacional) Volcano in the Blood (EE. UU.) |                   |                                         |
| 1933 | China     | Xiao Wanyi             | Little Toys (título internacional) Small Toys (EE. UU.)                           | como Pearl        |                                         |
| 1933 | China     | Tianming               | Daybreak (título internacional)                                                   | como Ling Ling    |                                         |
| 1934 | China     | Ti yu huang hou        | Queen of Sports (título internacional)                                            | como Lin Ying     |                                         |
| 1935 | China     | Guo feng               | National Customs (título internacional)                                           | como Zhang Jie    |                                         |
| 1935 | China     | Dalu                   | The Highway (título internacional) Da lu (China, en mandarín)                     | como Jasmine      |                                         |
| 1936 | China     | Lang shan die xue ji   | Blood on Wolf Mountain (título internacional)                                     |                   |                                         |
| 1937 | China     | Yi hai feng guang      |                                                                                   |                   |                                         |
| 1937 | China     | Ru ci fan hua          | So Busy (título internacional)                                                    |                   |                                         |
| 1937 | China     | Lian hua jiao xiang qu | Symphony of Lianhua (título internacional)                                        |                   | aparición en los créditos como Lili Li  |
| 1938 | China     | Fight to the Last      |                                                                                   | como Mrs. Tsefang | aparición en los créditos como Lily Lee |
| 1939 | Hong Kong | Gu dao tian tang       | Orphan Island Paradise (Hong Kong)                                                |                   |                                         |
| 1940 | Hong Kong | Sai shang feng yun     | Storm on the Border (título internacional)                                        |                   |                                         |
| 1939 | Hong Kong | Yuen Ling-yuk          | Center Stage (Hong Kong, Francia y EE. UU.)                                       | como ella misma   | aparición en los créditos como Lily Li  |
| 1995 | Hong Kong | Shaolin Kung Fu Kids   |                                                                                   |                   |                                         |